# Маскинонг
Маскинонгите (Esox masquinongy) са вид лъчеперки от семейство Щукови (Esocidae). Те са най-едрите представители на семейството, като обикновено достигат дължина 70 – 120 cm и маса 2 – 16 kg, а отделни екземпляри – дължина 180 cm и маса 32 kg. Разпространени са в езерата и големите реки на Северна Америка, главно в басейна на Сейнт Лорънс и северната част от басейна на Мисисипи.